# 1554

## أحداث
- تأسيس مدينة فريسنيلو [الإنجليزية] وتقع حاليا في المكسيك.
- 25 يناير: تأسيس مدينة ساو باولو وتقع حاليا في البرازيل.
- بداية الحرب الروسية السويدية في 1554 والتي انتهت في 1557.
- بداية عهد سلالة السعديين بالمغرب
- قضاء السعديين على الوطاسيون في المغرب

## مواليد
- إليزابيث النمساوية ملكة فرنسا
- جبريل غيفورد قس فرنسي
- ريتشارد هوكر
- سبستيان الأول ملك البرتغال
- فرنسيسكو لوبيز (رسام) رسام إسباني
- فيليب سيدني
- قوارقواري الرابع الجاقلي أتابك كرجي

## وفيات
- توماس ويات الابن
- يوهان فريدرش ناخب ساكسونيا